# Trolley

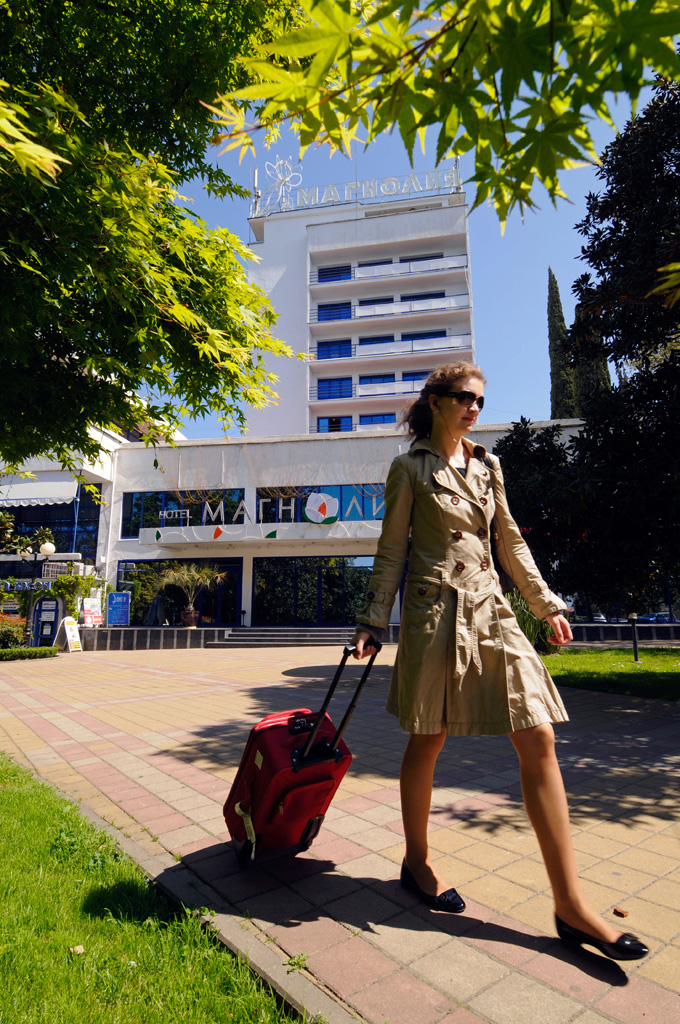
Reisende mit Rollkoffer

Ein Trolley (auch Rolli, Trolly oder Trolli) ist ein mit Rollen oder Rädern versehenes Transporthilfsmittel, das heißt ein Rollwagen, Handwagen, Karren oder Transportwagen, der meist manuell hinterhergezogen oder geschoben wird. Das Wort stammt aus der englischen Sprache und bezeichnet dort insbesondere einen Einkaufswagen (englisch shopping trolley); der Begriff ist abgeleitet vom Verb to troll „laufen, gehen“; im Deutschen gibt es noch den vergleichbaren Ausdruck „sich trollen“.

## Historie
Die Erfindung wird Bernard Sadow zugeschrieben, dem im Jahr 1972 in den Vereinigten Staaten das Patent für den Rollkoffer erteilt wurde. Zunächst gab es verbreitete Zweifel an der Sinnhaftigkeit dieses Transporthilfsmittels, da zu dieser Zeit insbesondere an Flughäfen der Beruf des Kofferträgers weit verbreitet war und die ersten Modelle beim Schieben häufig zur Seite fielen. Mit dem Anwachsen der Passagierzahlen beschlossen die damit betrauten Unternehmen, das Koffertragen den Passagieren selbst zu überlassen, statt immer mehr Kofferträger einzustellen. Dies hatte zur Folge, dass Koffer mit Rollen eine massiv steigende Nachfrage erfuhren.

## Anwendungsbereiche

### Einkaufsroller
Große Einkaufstaschen auf Gestellen mit zwei Rädern werden ebenfalls als Trolley (oder Einkaufsroller, Einkaufswagen) bezeichnet, umgangssprachlich auch als Hacken- oder Rentner-Porsche bzw. Kartoffel-Mercedes.

### Rollkoffer

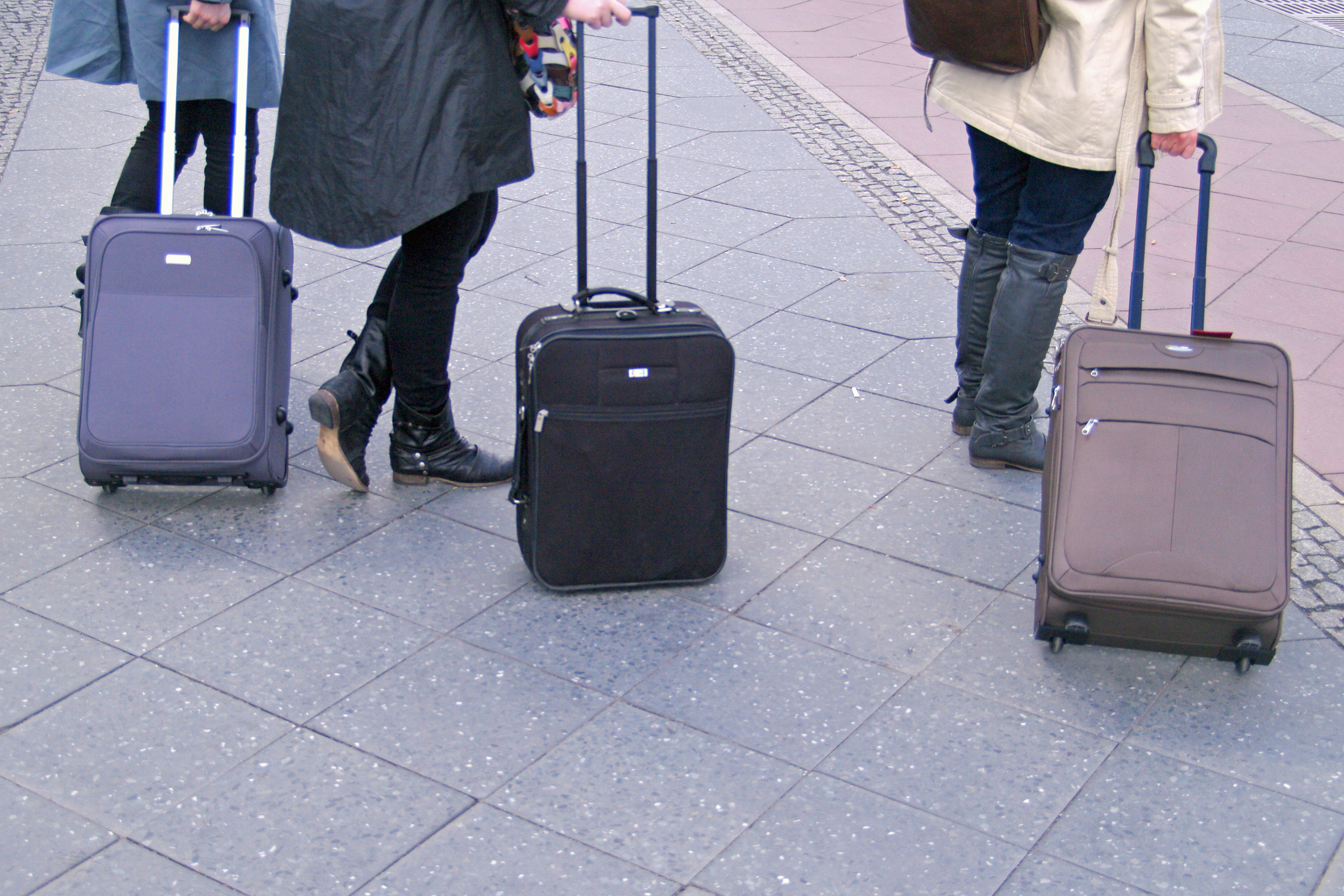
Drei Trolleys im Einsatz

Rollkoffer oder Kofferkulis sind mit zwei oder vier Rädern verfügbar. Spezielle Ausführungen werden angeboten, so beispielsweise für den Transport von größeren Kamera- oder Angelausrüstungen. Zum Teil können diese alternativ auch als Rucksack getragen werden.

### Gastronomie

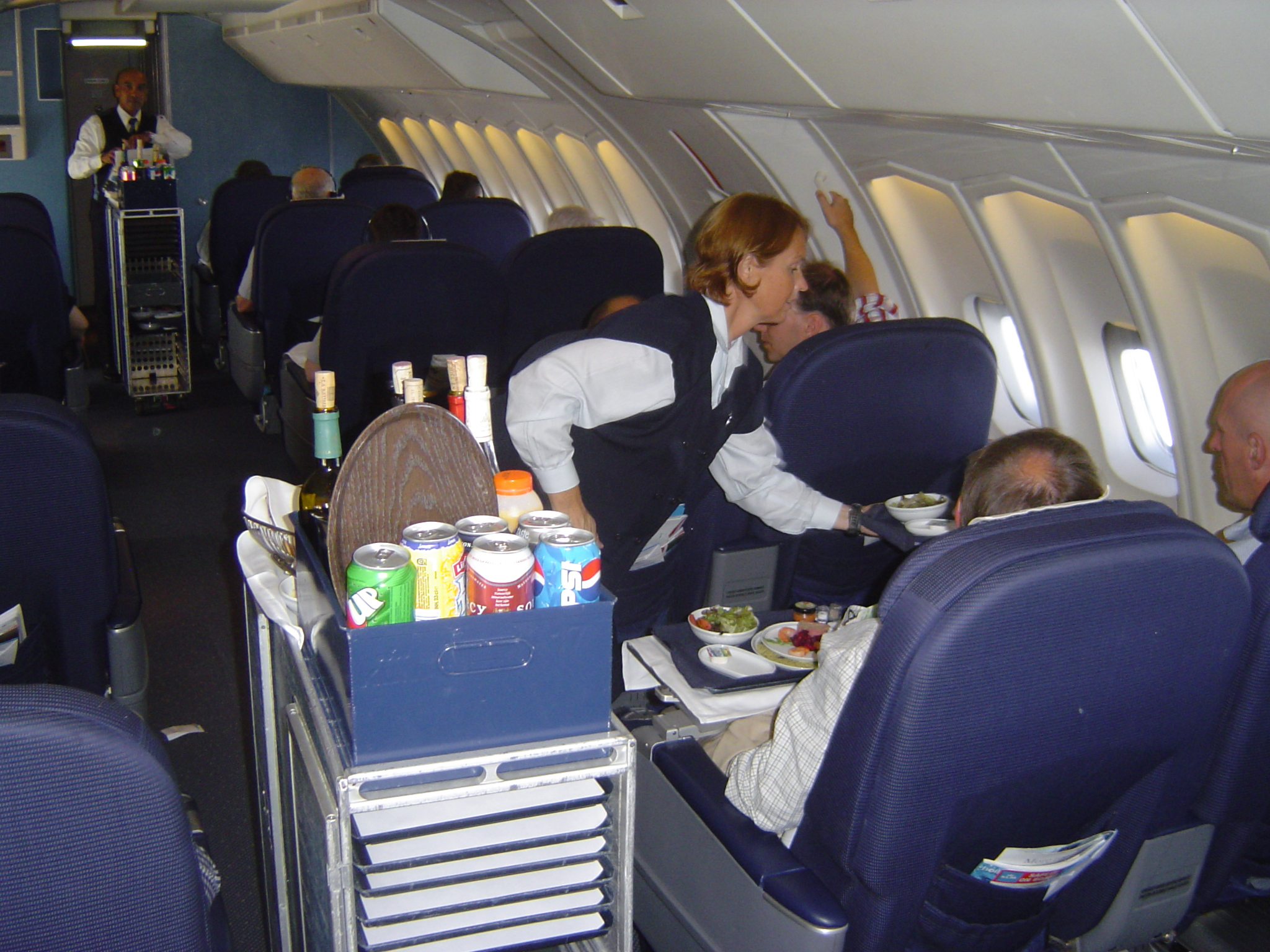
Bedienung von Flugzeugpassagieren vom Trolley

Unter Trolleys versteht man in der Gastronomie beispielsweise in der Luftfahrt verwendete spezielle fahrbare Behältnisse. In ihnen werden an Bord von Flugzeugen Speisen und Getränke, zollfreie Produkte, Müll oder Utensilien aufbewahrt. Sie passen möglichst effektiv in die engen Flugzeuggalleys und haben gegen selbständiges Losrollen mit dem Fuß zu bedienende Feststell-Bremsen. Ähnliche Transportmittel werden auch als „Minibar“ in Reisezügen der Eisenbahn zur Versorgung der Passagiere verwendet.

### Bootstransport
In der Schifffahrt sind Trolleys leichte, von Hand gezogene Bootstransportwagen für Jollen und zusammengelegte Falt- oder Schlauchboote.

### Golfsport
Im Golfsport wird ein Trolley dazu verwendet, um ein Golfbag, das den Golfschlägersatz und andere während des Golfspiels nützliche Utensilien (Bälle, Regenkleidung, Getränke, Verpflegung etc.) enthält, komfortabel über den Golfplatz zu transportieren. Ein Golftrolley hat in aller Regel auch einen Regenschirm- und einen Scorekartenhalter.
Man unterscheidet:
- Unmotorisierte, meist zweirädrige Trolleys, die man konventionell hinter sich herzieht oder (in letzter Zeit zunehmend) auch als dreirädrige Pushtrolleys vor sich herschiebt.
- Motorisierte Trolleys, die mit einem Elektromotor ausgestattet sind, der durch eine wiederaufladbare Batterie betrieben wird. Diese Elektrotrolleys sind meistens dreirädrig, haben eventuell sogar eine Sitzmöglichkeit und werden geführt, indem der Golfspieler hinterhergeht.

Oft wird ein Trolley fälschlicherweise auch als Caddie oder sogar Cart bezeichnet.

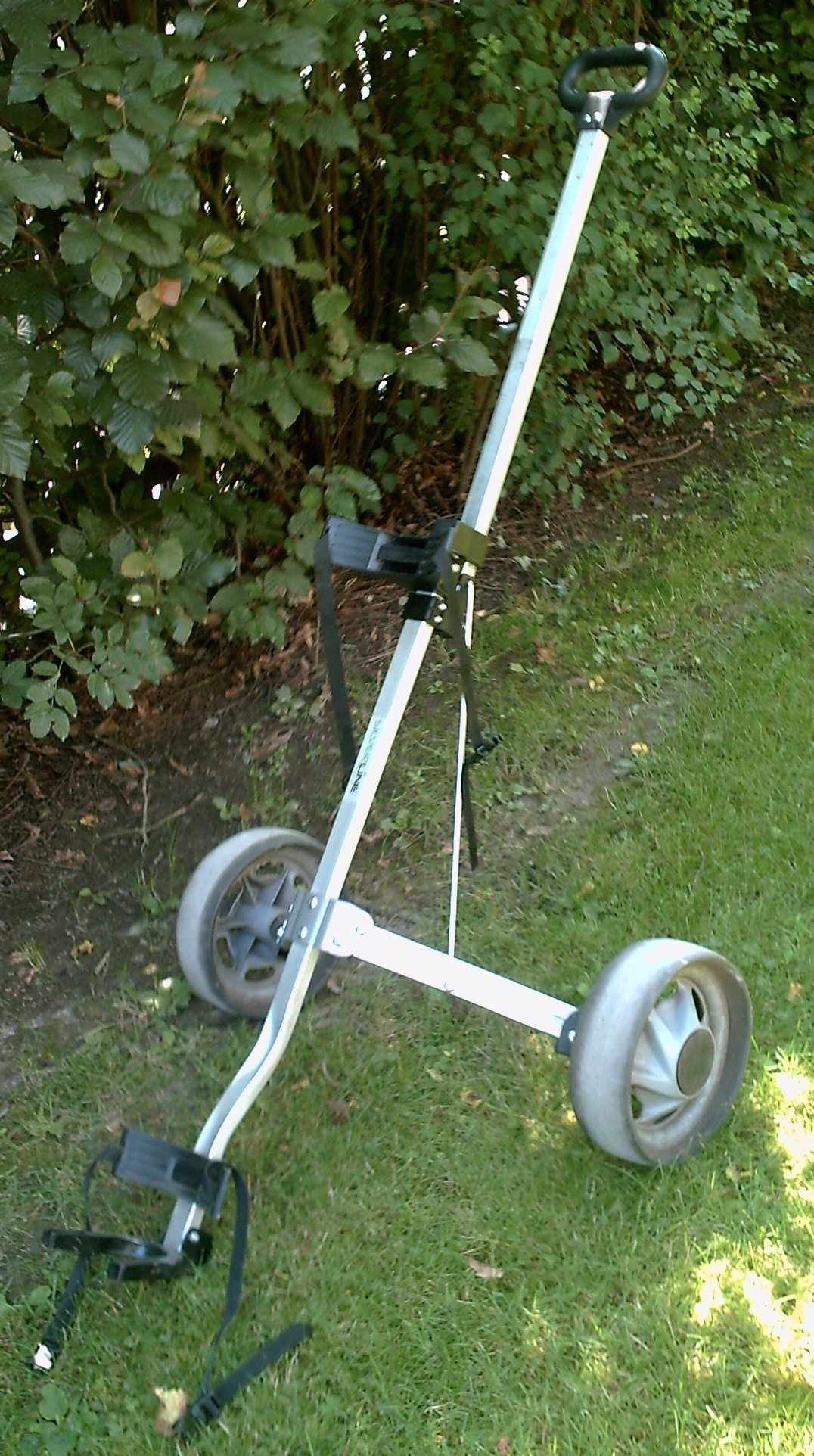
Unmotorisierter zweirädriger Trolley
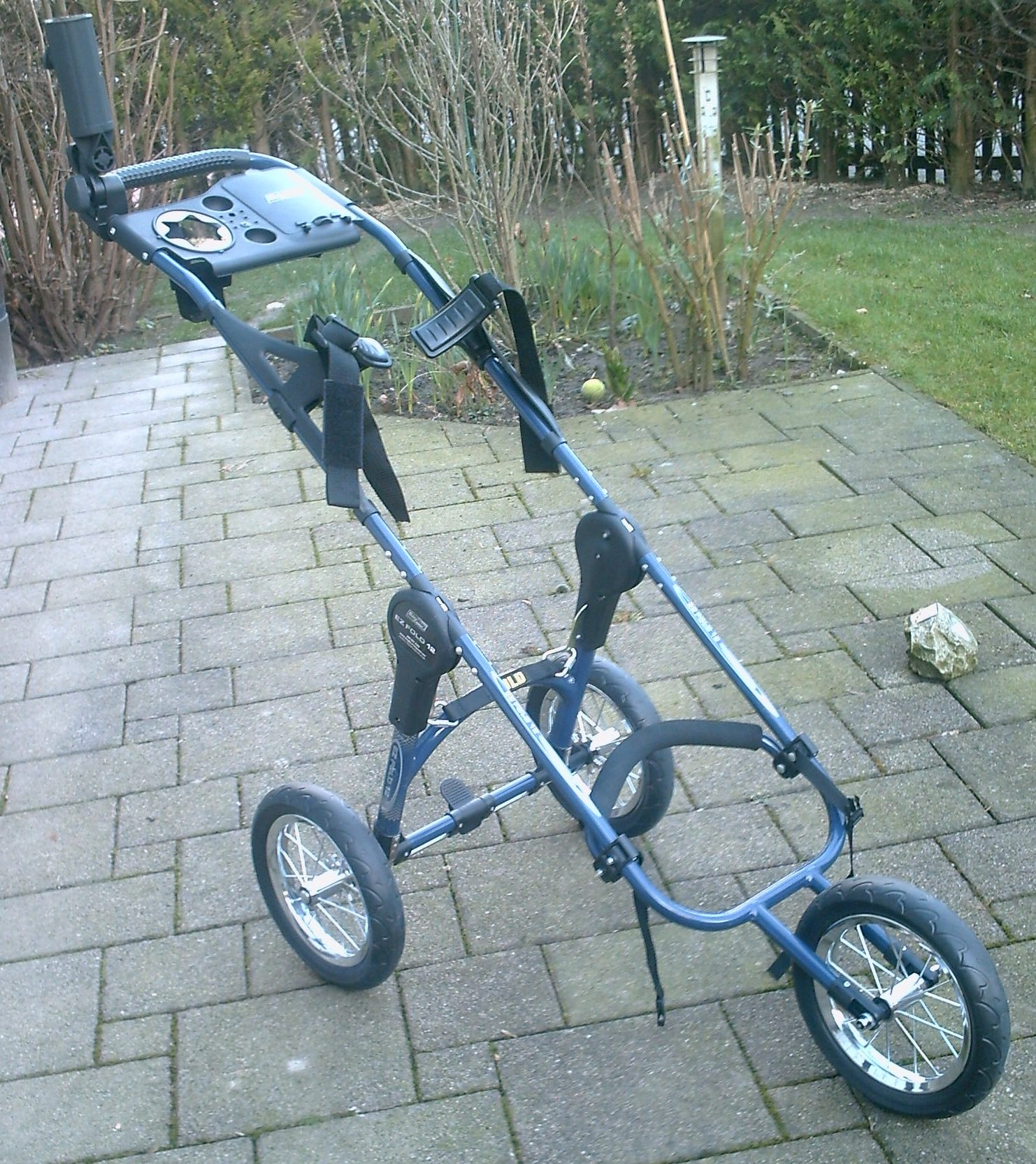
Unmotorisierter dreirädriger Push-Trolley
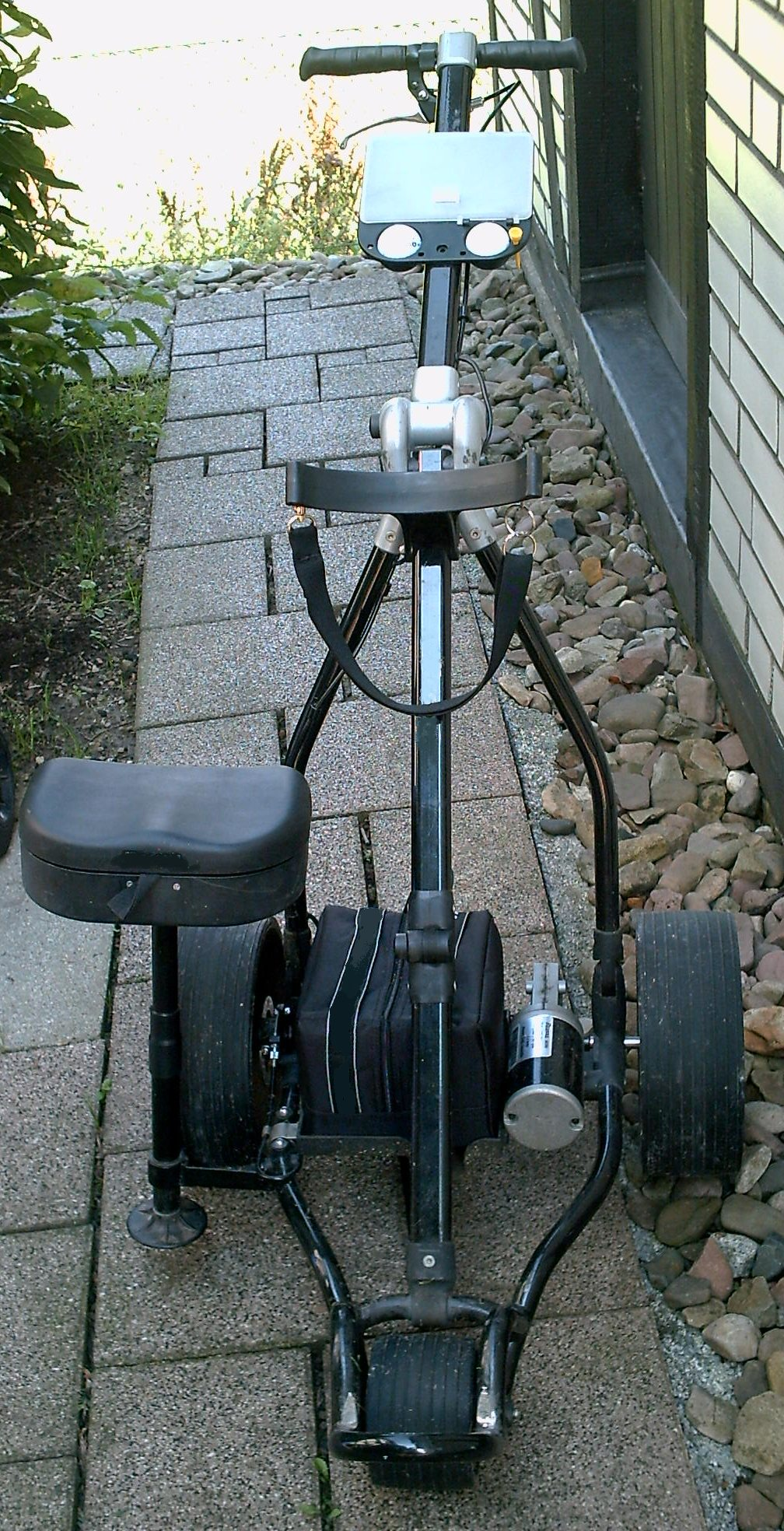
Dreirädriger Trolley mit Elektromotor und Sitz
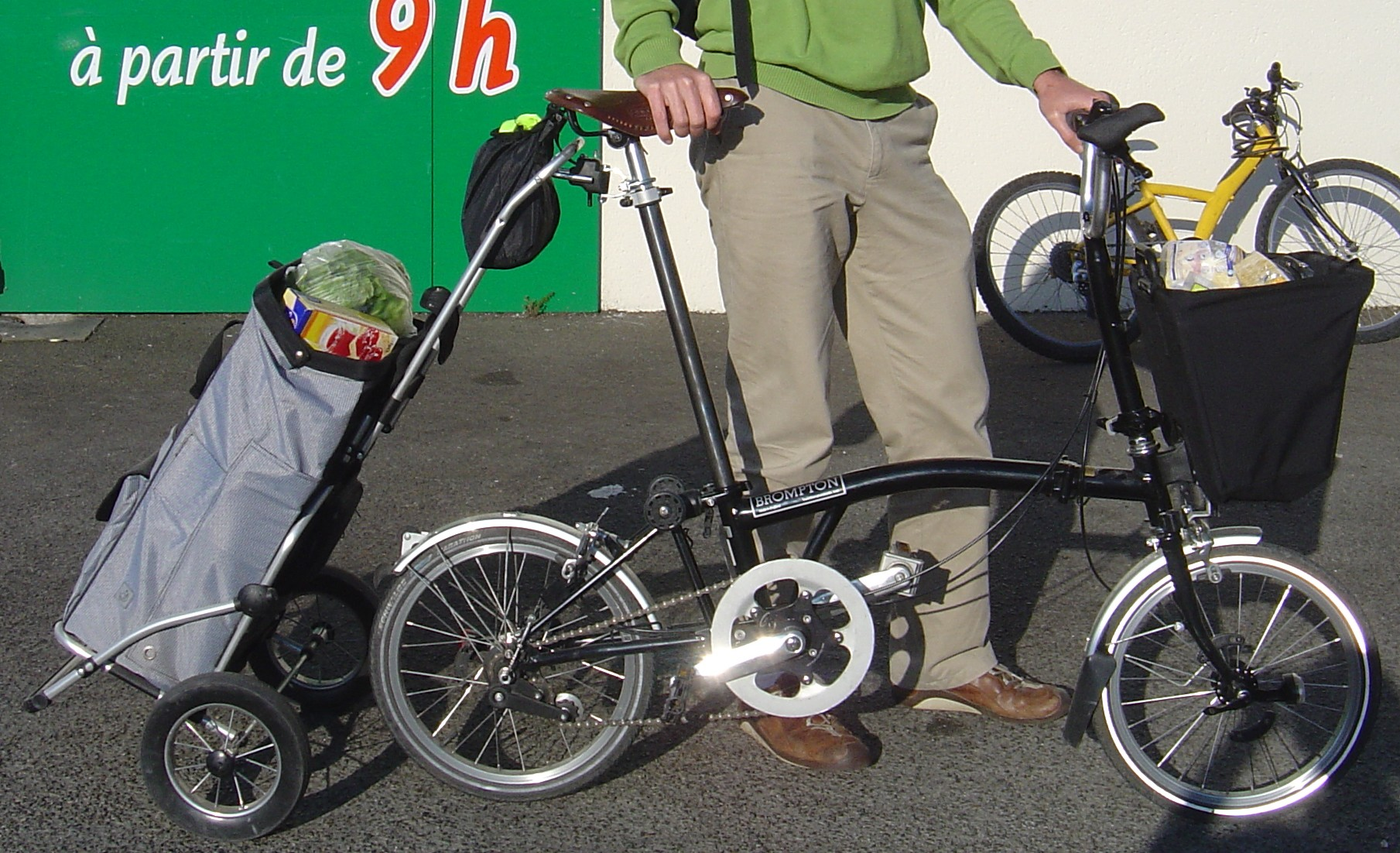
Trolley als Fahrradanhänger
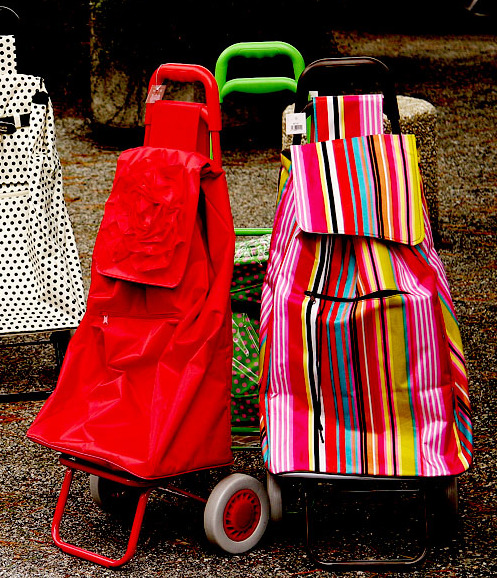
Einkaufstrolleys
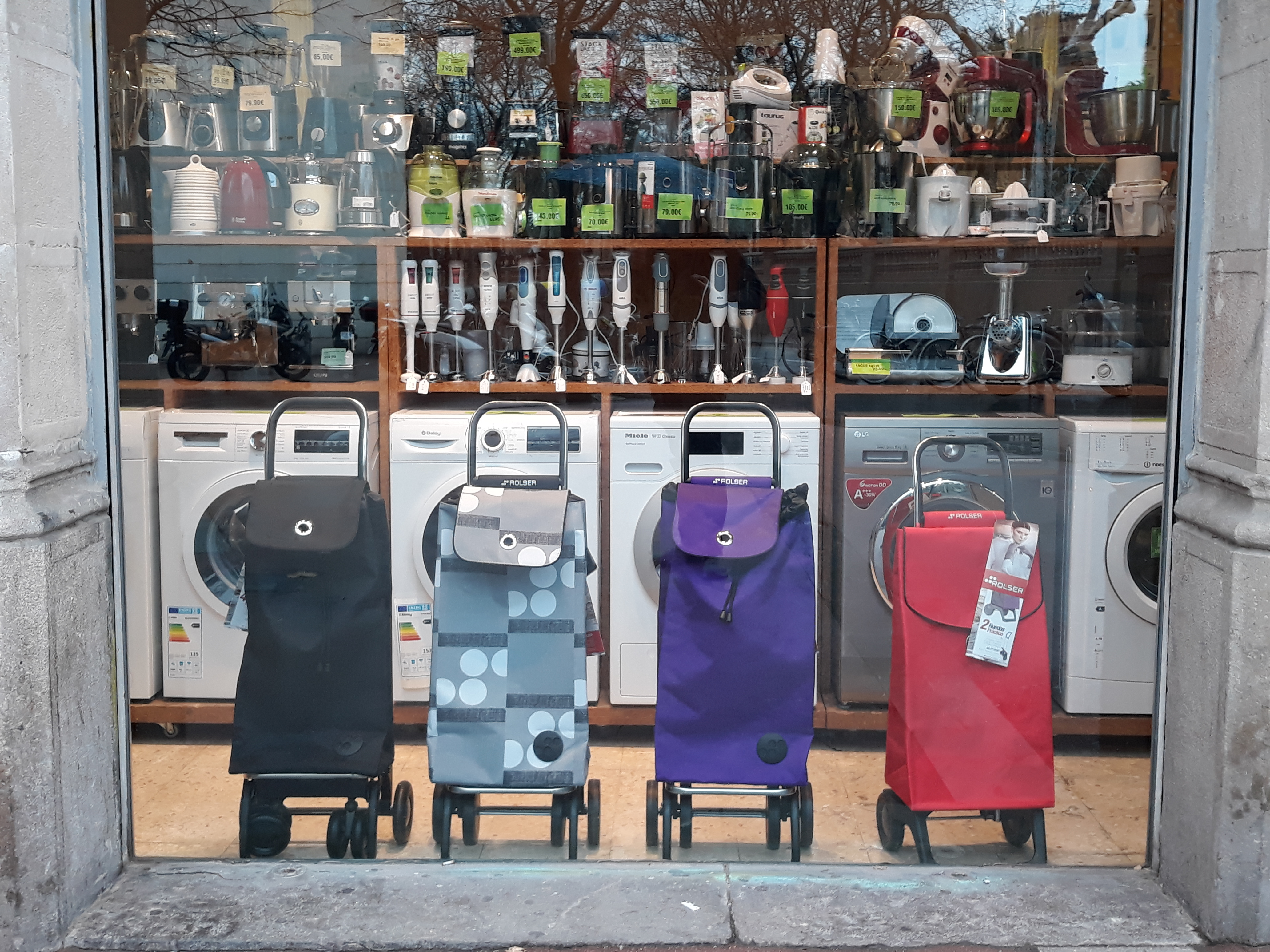
Einkaufstrolleys